# Frédérick Raynal
Frédérick Raynal (ur. 15 marca 1966 w Brive-la-Gaillarde) – francuski reżyser i projektant gier komputerowych, jedna z czołowych postaci branży gier komputerowych przełomu XX i XXI wieku. Kawaler Orderu Sztuki i Literatury.
Raynal zaczynał swoją karierę programistyczną pod koniec lat 80. XX wieku, ale sławę zdobył przede wszystkim jako reżyser survival horroru pod tytułem Alone in the Dark (1992), wydanego przez Infogrames. Rozstawszy się z Infogrames, Raynal kontynuował prace nad grami komputerowymi w ramach studia Adeline Software (Little Big Adventure, 1994; Little Big Adventure 2, 1997; Time Commando, 1997). Gdy Adeline – przemianowane na No Cliché – upadło w 2001 roku, Raynal próbował powrócić do branży, realizując dopiero po półtorej dekady utrzymany w estetyce kina gore projekt 2Dark (2017).

## Dzieciństwo i młodość
Frédérick Raynal urodził się 15 marca 1966 roku w miejscowości Brive-la-Gaillarde. Od urodzenia Raynal był dzieckiem stroniącym od kontaktów z innymi ludźmi, a jego prawdziwą pasją było układanie klocków. Biorąc pod uwagę zainteresowania Raynala, jego ojciec zapisał go około 1979 roku na kurs programowania. Raynal zafascynował się komputerami, a w 1981 roku kupił komputer Sinclair ZX81, na którym ćwiczył programowanie. Jednak na życie zarabiał jako sprzedawca. Od roku 1982/1983 prowadził wypożyczalnię kaset wideo, lecz z czasem próbował pogodzić oba zawody, używając nowo kupionego Amstrada CPC w miejscu pracy. Z obejrzanych filmów najbardziej cenił twórczość George’a A. Romero, co miało się przełożyć na jego trwałe zainteresowanie horrorem.

## Kariera

### Alone in the Dark
Pierwszą grą komputerową, którą zaprojektował Raynal, była wariacja na temat Arkanoida, zatytułowana Pop Corn (1988). Chęć jej wydania zgłosiły dwa wydawnictwa: Infogrames oraz Loriciels. Raynal wybrał współpracę z Infogrames, spółką założoną w 1983 roku przez Christophe’a Sapéta oraz Bruno Bonnella. Początkowo pracował nad konwersją na inne platformy pionierskiej gry na Atari ST autorstwa Christophe’a de Dinechin, Alpha Waves (1990), która pozwalała sterować trójwymiarowymi obiektami poruszającymi się w przestrzennym środowisku. Biorąc pod uwagę możliwości, jakie oferował program Dinechina, Raynal zgłosił Infogrames zamiar stworzenia podobnej gry, osadzonej jednak w realiach horroru. Uzyskawszy aprobatę wytwórni, połączył siły z ilustratorami Didierem Chanfrayem i Yaël Barroz oraz programistą Franckiem de Girolami, a sam został mianowany reżyserem gry.
Alone in the Dark, gra zapożyczająca swą scenerię z prozy H.P. Lovecrafta, na jednym ekranie łączyła trójwymiarowe obiekty i postacie oraz dwuwymiarowe tła, po których owe postacie się przemieszczały. Szczególną innowacją techniczną programu była zmiana punktów widzenia kamery zależnie od ruchu protagonisty. Osiągnięcie owego efektu było jednak okupione konfliktami wewnątrz poszerzającej się ekipy. Raynal uznawał za ciężką współpracę z Hubertem Chardotem, scenarzystą gry trzymającym się ducha prozy Lovecrafta, oraz z szefostwem Infogrames. To ostatnie odmówiło Raynalowi uwzględnienia jego nazwiska na planszy tytułowej gry; dodatkowym problemem przysparzającym trosk reżyserowi było małżeństwo z Barroz oraz ciąża małżonki. Choć Alone in the Dark odniósł spektakularny sukces komercyjny oraz artystyczny, reżyser znienawidził projekt na tyle, by wypowiedzieć umowę z Infogrames. Wraz z częścią współpracowników Infogrames (w tym Barroz, Chanfrayem oraz Laurentem Salmeronem) założył w 1993 roku studio Adeline Software, które podlegało pod inne wydawnictwo, Delphine Software.

### Adeline Software / No Cliché
W 1994 roku Raynal wraz z Chanfrayem oraz Sebastienem Vianneyem ukończył prace nad pierwszą grą stworzoną w Adeline Software, Little Big Adventure. Pod względem przynależności gatunkowej produkcja Adeline stanowiła połączenie gry przygodowej oraz fabularnej, a jej akcja toczyła się w pseudotrójwymiarowym środowisku izometrycznym. Little Big Adventure była osadzona w realiach science fantasy, a główną linię fabularną stanowiła krucjata wybrańca Twinsena przeciwko dyktatorowi Funfrockowi. Sukces Little Big Adventure (około 400 tysięcy sprzedanych egzemplarzy) zachęcił Raynala i jego spółkę do produkcji sequela pod nazwą Little Big Adventure 2, która ukazała się w 1997 roku . Owego sukcesu nie zdołała powtórzyć wydana w 1997 roku gra Time Commando, w której gracz wcielał się w podróżnika w czasie. Rozgrywka w Time Commando ograniczała się do ciągu walk trójwymiarowych przeciwników w statycznym środowisku. Pomimo na ogół pozytywnych recenzji Time Commando doczekał się z czasem krytycznych komentarzy. Jak pisał „Next Generation Magazine”, „zbytnie poleganie na walce wręcz nie jest dobrym pomysłem w tego typu grach, które nie mogą zaoferować wciągających walk na miarę Quake'a oraz Tekkena”.
W 1997 roku Raynal przekształcił Adeline Software w studio No Cliché, którego zadaniem było stworzenie horroru na miarę Alone in the Dark. Jednakże czteroletni okres prac nad Agarthą nie został doprowadzony do końca. Gra zaplanowana na konsolę Sega Dreamcast nie miała racji bytu, gdy w 2001 roku Sega wycofała konsolę ze sprzedaży. Choć w międzyczasie Raynal próbował utrzymać studio przy życiu, współtworząc gry wyścigowe Toy Racer (1999) i Toy Commander (2000), No Cliché musiało zostać zamknięte.

### Dalsza twórczość
Raynal starał się powrócić do branży gier komputerowych, zakładając kolejną spółkę pod nazwą Ludoïd. W jej ramach zrealizował prostą, wieloplatformową grę bOxOn (2011). Jednak planował powrócić do tematyki horroru. W 2014 roku, założywszy studio Gloomywood, opracował projekt survival horroru utrzymanego w estetyce pixel artu, 2Dark. Dzięki udanej zbiórce funduszy we francuskim serwisie crowdfundingowym Ulule gra została ukończona w 2017 roku. Bohater gry, którego żona została zamordowana, a dwoje dzieci – porwanych przez nieznajomych sprawców, wypowiadał wojnę wszelkim psychopatom porywającym dzieci w okolicy. Recenzje gry były mieszane; 2Dark zarzucano przeważnie nieporęczny interfejs oraz niekonsekwentną mieszaninę ikonografii amerykańskiego kina gore ze „słodką” estetyką.

## Motywy twórczości
Twórczość Frédéricka Raynala jest pod względem tematycznym eklektyczna, choć reżyser specjalizował się przede wszystkim w przygodowych grach akcji. Gry powstałe z jego udziałem różniły się radykalnie w kwestii docelowej grupy odbiorców; o ile kreskówkowa Little Big Adventure „wnosiła odrobinę czułości do świata [opanowanego przez] Doom”, 2Dark była przesycona brutalnością i ukazywała sceny mordów dokonywanych na dzieciach. Również estetyka gier współtworzonych przez Raynala różniła się diametralnie; low poly (Alone in the Dark) mieszała się z pixel artem (2Dark). Jego twórczość opisywano jako „niepozbawioną szalonych pomysłów” oraz „surrealistyczną”. Jakkolwiek to Alone in the Dark przyniósł Raynalowi sławę, ten unikał przez ćwierćwiecze tworzenia kolejnych survival horrorów, mimo że uznawany był za twórcę tego gatunku ludycznego. Swojego najbardziej cenionego utworu szczerze nienawidził, a jego kontynuacje powstałe bez własnego udziału nazywał „łajnem”.

## Nagrody i wyróżnienia
W 2006 roku Raynal wraz z Michelem Ancelem i Shigeru Miyamoto został odznaczony Orderem Sztuki i Literatury, będąc jednym z pierwszych francuskich twórców gier komputerowych, których spotkał podobny zaszczyt. 